# Куллиссат
Куллиссат (гренл. и дат. Qullissat) — бывший посёлок (заброшен с 1972 года) в Гренландии. Был расположен на северо-западном побережье острова Диско в регионе Каасуитсуп. Он был построен для размещения горняков, которые добывали уголь. На пике добычи угля в посёлке проживало около 1500 человек.f. Архивировано из оригинала 9 августа 2007 года.
Добыча началась в 1924 году и была прекращена в 1972 году. Для прекращения добычи были причины: процесс добычи угля был чрезвычайно трудоёмким и дорогостоящим. Добываемый уголь сначала должен был быть довезён до берега. Затем погружён на маленькие лодки и подвезён к грузовому судну стоящем в это время на якоре. Строительство порта было невозможно из-за тяжёлых условий льда и мелкого берега.
Добыча была возможна только зимой, так как летом таящий лёд всё затапливал.
В 2005 году от ледника оторвался большой кусок, и Куллиссат захлестнула приливная волна, которая проникла на 250 метров дальше посёлка, разрушенные здания были вынесены волной на берег.
В Куллиссат родился премьер-министр Гренландии Куупик Клейст.
- Старая шахта
- Церковь в Куллиссате
- Заброшенный дом
- Вид на побережье Куллиссата